# Maya Weug
Maya Weug, née le 1er juin 2004 à Pedreguer, est une pilote automobile néerlando-belgo-espagnole.

## Biographie
Originaire de la province d'Alicante, Maya Weug choisit de concourir avec une licence néerlandaise. Son père est originaire des Pays-Bas, et sa mère de Belgique. Elle grandit auprès d'un père passionné de sports mécaniques. Elle commence le karting à l'âge de sept ans sur un kart d'occasion, qu'elle partage alors avec son frère.
En 2013, Maya Weug fait ses débuts en compétition en Espagne au niveau régional, puis national. Elle est sélectionnée dans le cadre d'un programme de détection des jeunes talents féminins âgées de douze à seize ans, organisé par la Fédération internationale de l'automobile (FIA).
Elle participe également au championnat italien de Formule 4 pour Iron Lynx, et rejoint la Ferrari Driver Academy, devenant la première femme pilote à rejoindre l'académie.
Elle roule depuis 2024 en F1 Academy. 

## Carrière professionnelle

### Karting
Maya Weug commence à pratiquer le karting dès 2013. Elle participe à de multiples championnats nationaux, comme le championnat d'Espagne de karting, où elle termine deuxième dans la classe Alevin en 2015. En 2016, la pilote entre pour la première fois sur la scène internationale du karting, en remportant la WSK Final Cup dans la catégorie 60 Mini. Elle l'emporte sur un autre futur membre de l'académie Ferrari, Dino Beganovic.
Au cours des quatre années suivantes, la pilote néerlandaise continue à concourir sur la scène internationale du karting, faisant des apparitions à la fois dans le Championnat d'Europe de karting CIK-FIA et le Championnat du monde de karting. En 2020, son meilleur résultat dans le premier est une dix-septième place au Championnat d'Europe de karting CIK-FIA.

### Formule 4
En 2021, Maya Weug réalise ses débuts en Formule 4 italienne pour Iron Lynx Motorsport Lab dans le cadre de leur programme Iron Dames en association avec son appartenance à la Ferrari Driver Academy.

### Formule 1
En octobre 2020, Maya Weug est désignée comme l'une des vingt pilotes féminines âgées de douze à seize ans pour participer au programme Girls on Track - Rising Stars, organisé par la Commission des femmes dans le sport automobile de la Fédération Internationale de l'Automobile. La lauréate remporte une place dans la Ferrari Driver Academy.
La jeune pilote atteint la phase de sélection finale, avant de remporter cette épreuve le 22 janvier 2020. Une victoire qui lui permet de devenir la première femme à intégrer la Ferrari Driver Academy,,.

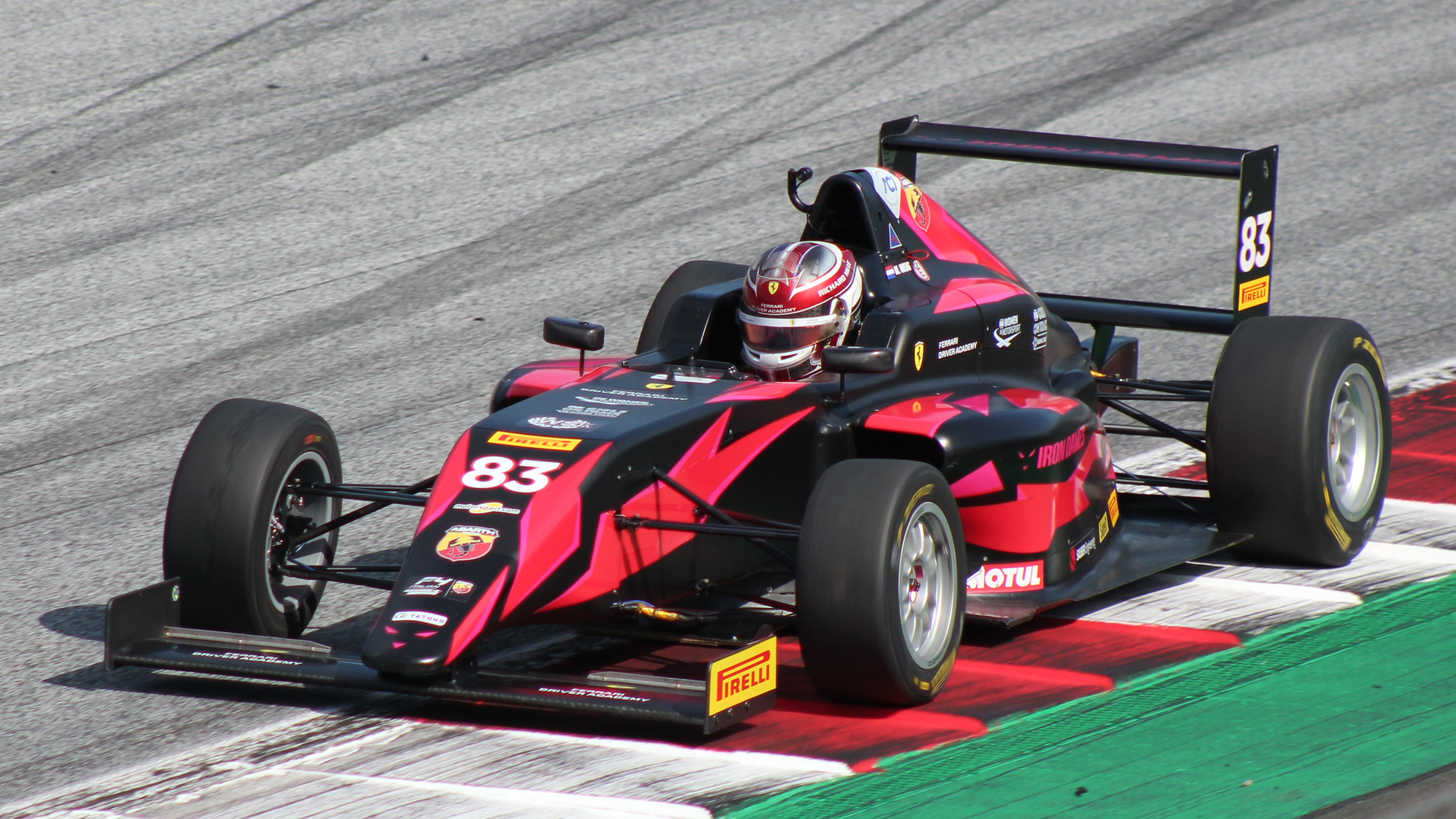
Maya Weug, en Formule 4 italienne en 2021 à Spielberg.
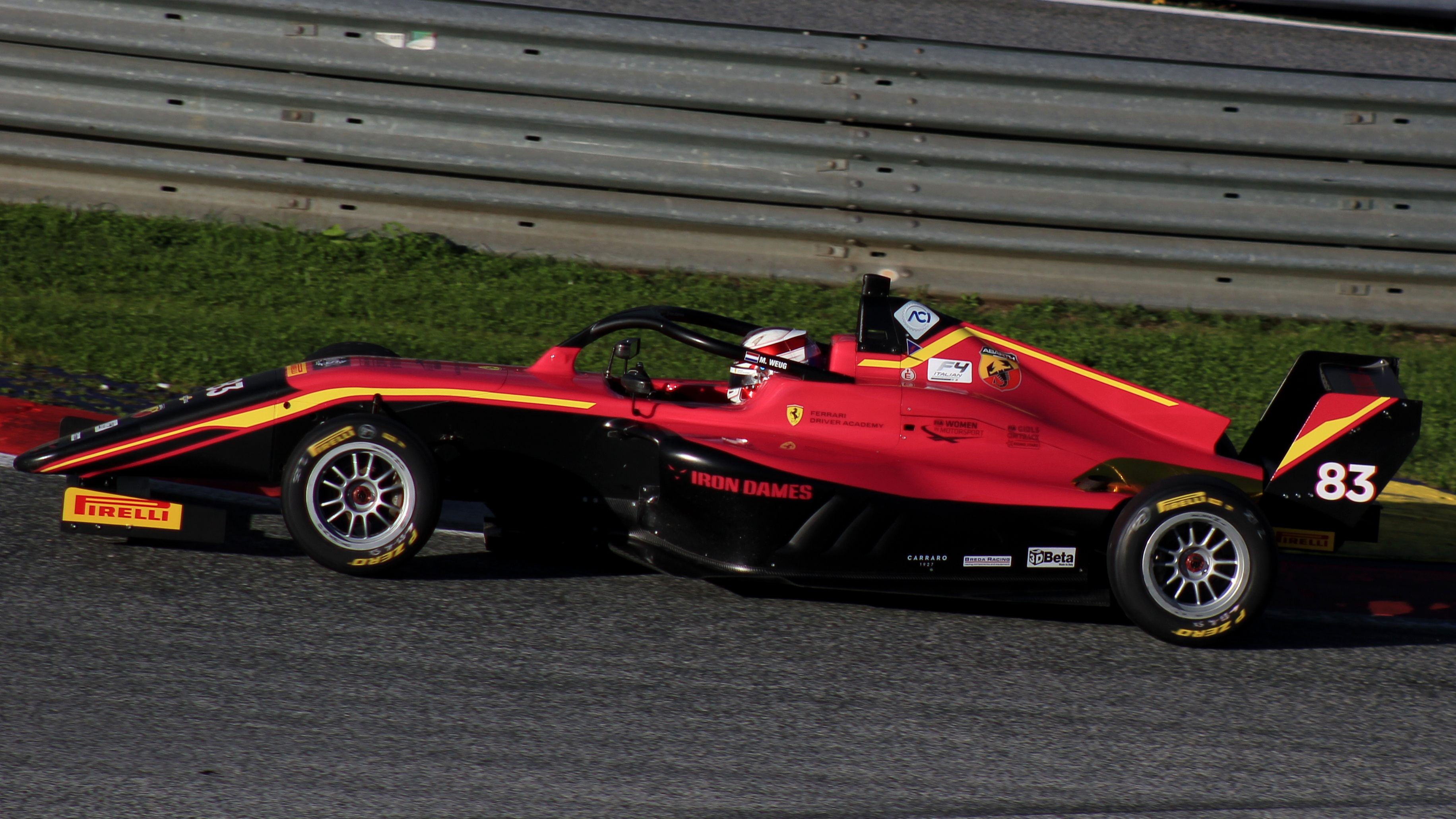
Maya Weug en Formule 4 italienne en 2022 à Spielberg.
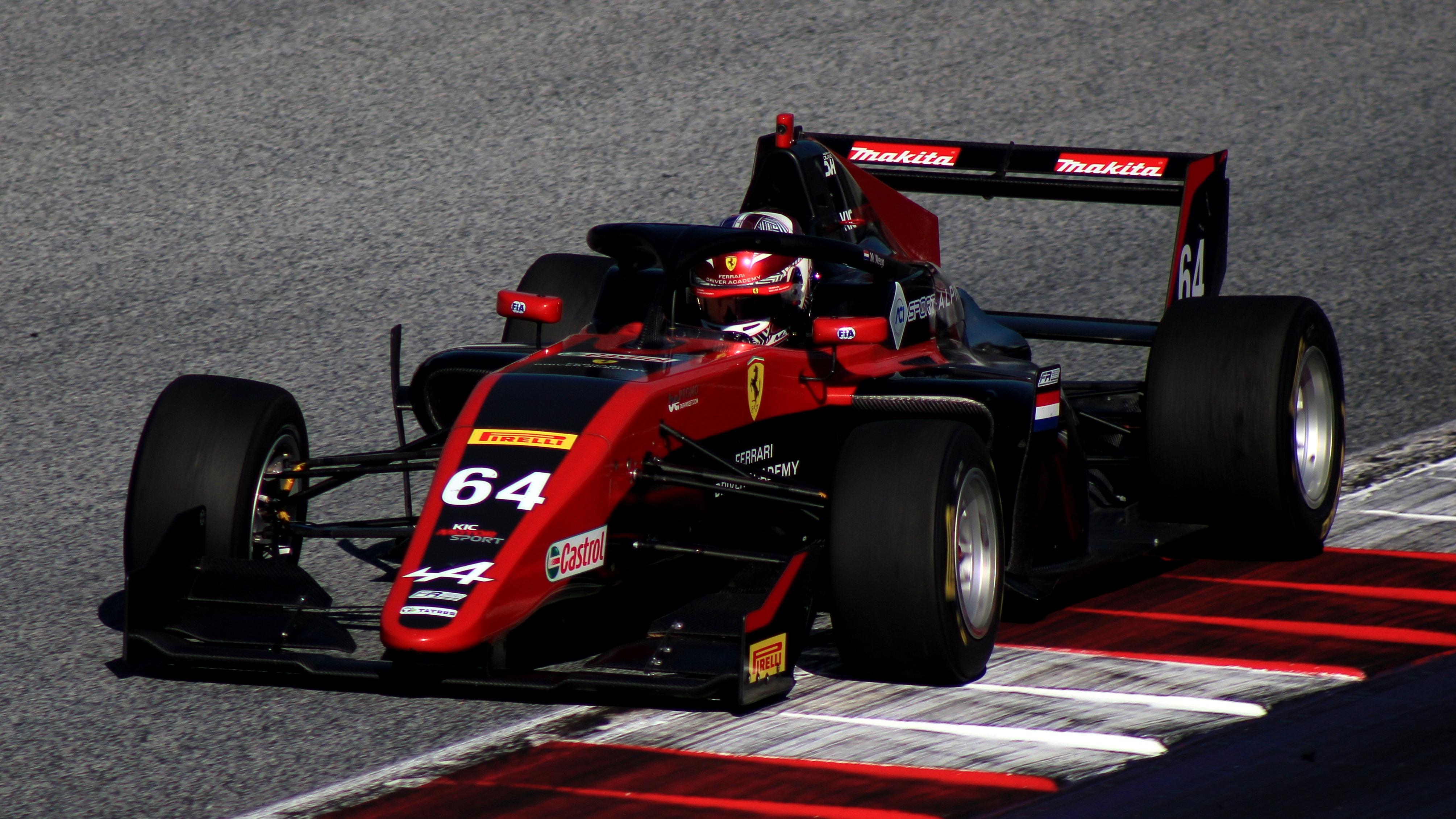
Maya Weug en Formule Régionale en 2023 à Spielberg.
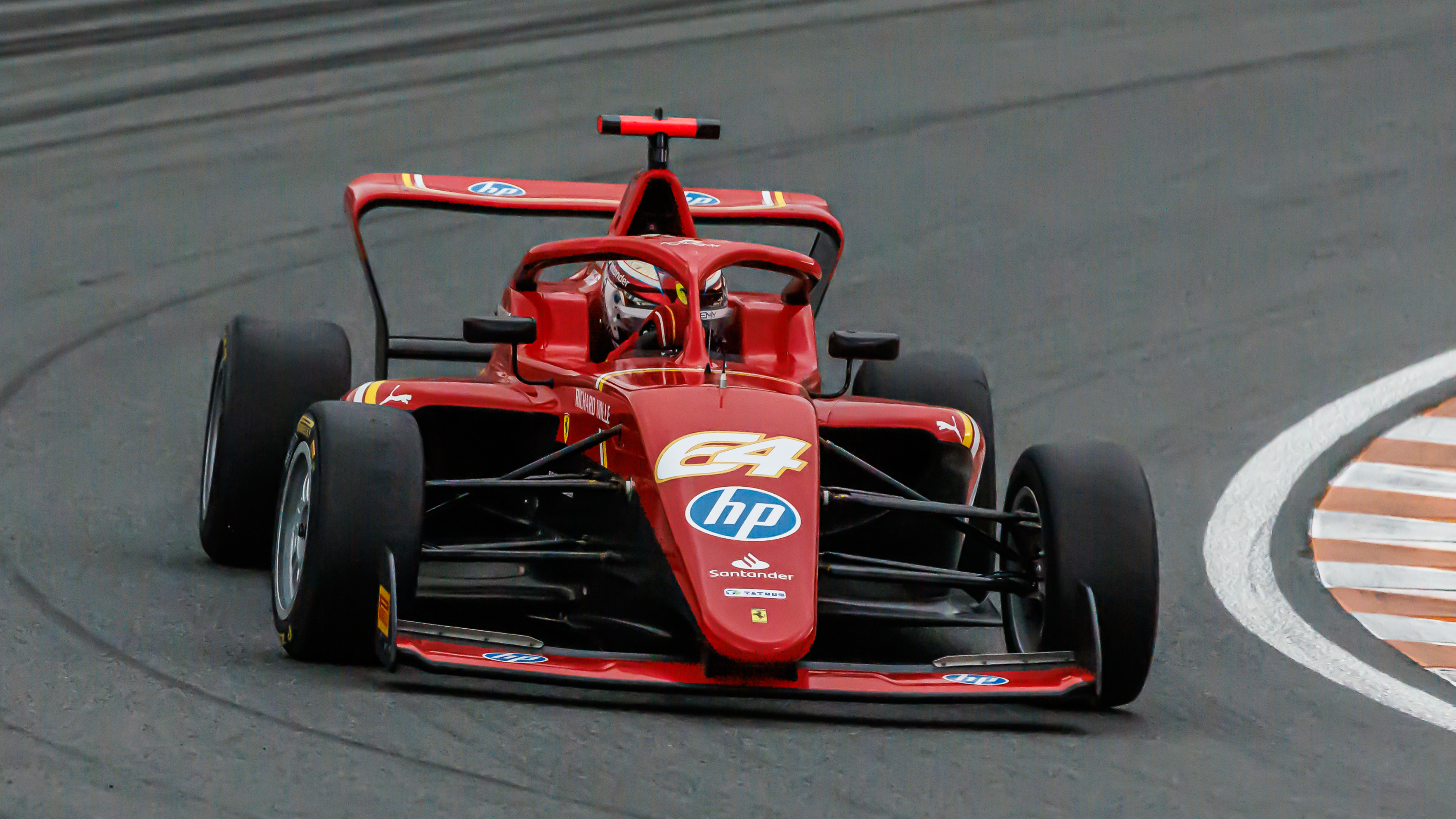
Maya Weug en F1 Academy en 2024 à Zandvoort.

## Classements

### Karting
| Saison | Compétition                               | Équipe         | Position |
| ------ | ----------------------------------------- | -------------- | -------- |
| 2013   | Championnat d'Espagne de Karting — Alevin |                | 14e      |
| 2014   | Formula de Campeones — Alevin             |                | 4e       |
| 2015   | Championnat d'Espagne de Karting — Alevin |                | 2e       |
| 2016   | Championnat italien de karting — 60 Mini  |                | 15e      |
| 2016   | South Garda Winter Cup — Mini ROK         |                | 9e       |
| 2016   | WSK Final Cup — 60 Mini                   |                | 1ère     |
| 2016   | WSK Night Edition — 60 Mini               |                | 4e       |
| 2016   | WSK Champions Cup — 60 Mini               |                | Abandon  |
| 2017   | WSK Champions Cup                         |                | 24e      |
| 2017   | WSK Final Cup                             |                | 13e      |
| 2018   | WSK Final Cup                             |                | 19e      |
| 2018   | WSK Super Master Series                   |                | 23e      |
| 2018   | WSK Champions Cup                         |                | 26e      |
| 2018   | CIK-FIA Karting European Championship     | Novalux Srl    | 28e      |
| 2018   | Championnat du monde de karting           | Novalux Srl    | 16e      |
| 2019   | WSK Super Master Series                   | ART Grand Prix | 23e      |
| 2019   | South Garda Winter Cup                    | ART Grand Prix | Abandon  |
| 2019   | CIK-FIA Karting European Championship     | ART Grand Prix | Abandon  |
| 2019   | Championnat du monde de karting           | ART Grand Prix | Abandon  |
| 2020   | WSK Euro Series —                         | ART Grand Prix | 12e      |
| 2020   | WSK Super Master Series                   | ART Grand Prix | 38e      |
| 2020   | CIK-FIA Karting European Championship     | ART Grand Prix | 17e      |
| 2020   | Championnat du monde de karting           | ART Grand Prix | Abandon  |

### Sport automobile
| Saison | Championnat                          | Écurie           | Courses | Victoires | Pole positions | Meilleurs tours | Podiums | Points | Classement |
| ------ | ------------------------------------ | ---------------- | ------- | --------- | -------------- | --------------- | ------- | ------ | ---------- |
| 2021   | Championnat d'Italie de Formule 4    | Iron Dames       | 21      | 0         | 0              | 0               | 0       | 0      | 35e        |
| 2021   | Championnat d'Allemagne de Formule 4 | Iron Dames       | 6       | 0         | 0              | 0               | 0       | 0†     | NC         |
| 2022   | Championnat d'Italie de Formule 4    | Iron Dames       | 20      | 0         | 0              | 0               | 0       | 36     | 14e        |
| 2022   | Championnat d'Allemagne de Formule 4 | Iron Dames       | 6       | 0         | 0              | 0               | 0       | 0†     | NC         |
| 2023   | Formule Régionale Europe             | KIC Motorsport   | 20      | 0         | 0              | 0               | 0       | 27     | 18e        |
| 2024   | F1 Academy                           | Prema Racing     | 14      | 1         | 0              | 1               | 8       | 177    | 3e         |
| 2024   | Formule Régionale Europe             | KIC Motorsport   | 2       | 0         | 0              | 0               | 0       | 0      | 29e        |
| 2025   | F1 Academy                           | MP Motorsport    | 8       | 1         | 1              | 0               | 4       | 72     | 3e         |
| 2025   | Formule Régionale Europe             | Saintéloc Racing | 2       | 0         | 0              | 0               | 0       | 0      | 36e        |

† Maya Weug étant une pilote invitée, elle était inéligible pour marquer des points.